# Kamut
Kamut este un sat în districtul Békés, județul Békés, Ungaria, având o populație de 1.102 locuitori (2011). 

## Demografie
Componența etnică a satului Kamut
     Maghiari (98,71%)
     Necunoscut (0,4%)
     Slovaci (0,9%)
     Alții (0,4%)
Componența confesională a satului Kamut
     Fără religie (33,03%)
     Reformați (29,49%)
     Luterani (3,81%)
     Necunoscută (33,3%)
     Atei (0,36%)
     Alte religii (2,72%)
Conform recensământului din 2011, satul Kamut avea 1.102 locuitori. Din punct de vedere etnic, majoritatea locuitorilor (98,71%) erau maghiari. Apartenența etnică nu este cunoscută în cazul a 0,4% din locuitori. Nu există o religie majoritară, locuitorii fiind persoane fără religie (33,03%), reformați (29,49%) și luterani (3,81%). Pentru 33,3% din locuitori nu este cunoscută apartenența confesională.